# Warren J. Kemmerling
Warren Joseph Kemmerling (Saint Louis, 4 gennaio 1924 – Los Angeles, 3 gennaio 2005) è stato un attore statunitense.

## Biografia
Ha avuto due figli.
È morto il giorno prima del suo 81ºesimo compleanno.

## Filmografia parziale

### Cinema
- Appuntamento col cadavere (Trauma), regia di Robert M. Young (1962)
- Tre passi dalla sedia elettrica (Convicts 4), regia di Millard Kaufman (1962)
- Il caro estinto (The Loved One), regia di Tony Richardson (1965)
- Al di là di ogni ragionevole dubbio (The Lawyer), regia di Sidney J. Furie (1970)
- Non stuzzicate i cowboys che dormono (The Cheyenne Social Club), regia di Gene Kelly (1970)
- L'angelo della morte (Brother John), regia di James Goldstone (1971)
- Senza capo d'accusa (Framed), regia di Phil Karlson (1975)
- Novantadue gradi all'ombra (92 in the Shade), regia di Thomas McGuane (1975)
- Complotto di famiglia (Family Plot), regia di Alfred Hitchcock (1976)
- Incontri ravvicinati del terzo tipo (Close Encounters of the Third Kind), regia di Steven Spielberg (1977)
- Il ritorno di Godzilla (Gojira), regia di Kōji Hashimoto (1984)

### Televisione
- Peter Gunn – serie TV, episodio 3x14 (1961)
- Outlaws – serie TV, episodio 2x13 (1962)
- Ben Casey – serie TV, episodio 1x29 (1962)
- I detectives (The Detectives) – serie TV, episodio 3x30 (1962)
- Il virginiano (The Virginian) – serie TV, 2 episodi (1962-1970)
- Bonanza – serie TV, episodi 4x15-14x03 (1963-1972)
- A Man Called Shenandoah – serie TV, episodio 1x08 (1965)
- The Outsider – serie TV, episodi 1x17-1x22 (1969)
- Ai confini dell'Arizona (The High Chaparral) – serie TV, episodio 4x11 (1970)
- Prigionieri in fondo al mare (Trapped Beneath the Sea), regia di William A. Graham – film TV (1974)
- Quel dannato pugno di uomini (The Meanest Men in the West) – film TV (1974)
- I leoni della guerra (Raid on Entebbe), regia di Irvin Kershner – film TV (1976)
- La signora in giallo (Murder, She Wrote) – serie TV,  episodio 2x13 (1986)

## Doppiatori italiani
Nelle versioni in italiano delle opere in cui ha recitato, Warren J. Kemmerling è stato doppiato da:
- Giuseppe Fortis in Strega per amore
- Renato Turi in Complotto di famiglia
- Franco Odoardi in Alla conquista del West (ep. 2x04)
- Sergio Fiorentini in Alla conquista del West (ep. 2x08-2x10)
- Giorgio Bandiera in La signora in giallo